# 7750 Макевен
7750 Макевен (7750 McEwen) — астероїд головного поясу, відкритий 18 серпня 1988 року.
Тіссеранів параметр щодо Юпітера — 3,184.